# Jenifer Brening
Jenifer Brening (Berlin-Zehlendorf, 1996. december 15.–) német énekesnő. Jessikaval együtt képviselte San Marinót a 2018-as Eurovíziós Dalfesztiválon, Lisszabonban, a Who We Are című dallal.

## Diszkográfia
- 2013: Not That Guy
- 2014: A New Me
- 2014: Alive
- 2014: Not That Guy (Eike & Kaz Radio Edit)
- 2015: ASAP
- 2016: Miracle
- 2016: Remember
- 2016: Recovery (Album)
- 2017: Breathe
- 2018: Until the Morning Light
- 2018: Who We Are (feat. Jessica Muscat)

## Weblinks
- Homepage
- Kadidatenprofil The Winner is Archiválva 2018. március 26-i dátummal a Wayback Machine-ben
- YouTube
- YouTube (russisch)
- Deutschland sucht den Superstar
- Biografie